# Carl Friedrich Cramer
Carl Friedrich Cramer (født 7. marts 1752 i Quedlinburg, død 8. december 1807 i Paris) var en tysk teolog, boghandler og redaktør af musiktidsskrifter. Han var søn af Johan Andreas Cramer.
Cramer studerede i Göttingen og blev professor i filosofi i Kiel, men 1794 afskediget på grund af sine sympatier for revolutionen i Frankrig. Han rejste nu til Paris, hvor han grundede en boghandel, men da han atter måtte opgive denne, ofrede han sig for forfattervirksomheden, udsendte sit store seks binds værk om Klopstock, oversatte Rousseau til tysk, Klopstock og Schiller til fransk. Han redigerede et par musikalske magasiner og udgav 1786 en oversigt over den franske musiks historie. Cramer var behjælpelig med at arrangere at Weyse som ungt menneske kunne komme til København for at blive "musikus".